# MUSIC CHALLENGER
MUSIC CHALLENGER（ミュージック・チャレンジャー）は、1995年10月から2006年3月まで、埼玉のFM局NACK5で毎週土曜の27:00～28:00に放送されていたラジオ番組で、オーディション番組。パーソナリティは音楽評論家・プロデューサーの富澤一誠、ミュージシャンの鈴木桃子。

## 概略
1992年4月から放送されていたNACK5の音楽番組「JAPANESE DREAM」の番組内で1993年10月に始まったアマチュア･ミュージシャン参加企画「JDチャレンジャー」が前身。番組からは幾多のプロ・ミュージシャンが誕生し、番組名を冠した「MUSIC CHALLENGER LABEL」からはCDリリースも行った。2006年3月、NACK5土曜深夜の同時間帯(24:00～28：00)で同年4月から団塊世代を対象にした新番組がスタートすることとなり「JAPANESE DREAM」と共に放送を終了した。特に、'99年～'01年前後の、国内新人に対し“NEXT BREAK ARTIST”という呼称が盛んに使われた時期にはBUMP OF CHICKEN、柴田淳など、有望なミュージシャンを多く出したことがわかる。

## 番組内容
投票によって「リスナーが耳で選んだ良い音楽」をジャッジする、という趣旨の番組であった「JAPANESE DREAM」のシステムを一歩進め、アマチュア・ミュージシャンの応募作品の中からリスナーらの投票でグランプリを選出、放送、雑誌、レコード会社などと幅広く連携したサポート体制により、プロ・ミュージシャンの輩出を目指した。

## 「MUSIC CHALLENGER」出身アーティスト
番組が輩出した主なアーティストには　バンバンバザール、SUPER BELL''Z、BUMP OF CHICKEN、柴田淳、ASIAN KUNG-FU GENERATIONなどがいる。
その他、旧・番組ホームページ上に掲載された出身ミュージシャンはRita Rit.、いまむら瞭、TOIN KIDS、INSPIRAL GARDEN、ペンギンノイズ、佳村さちか、Chere、sun's market、マルカート、イニッシュ・モア、Urara、The LOVE、マユツバ（ACE 工藤ともり&CHiCO）、SCHLIEMANN、THE JERRY LEE PHANTOM、ラブハンドルズ、山上ジュン、ARCH、SURE、アナム&マキ、松坂智幸、Sunflower's Garden、トムソー13世、COATZ、ジァイアントステップ、秋山修司、もずく、ピッチトークス、野亜研司、つのだともみ、THE ASIAN BLUE、The sad sad planet、優木まおみ、関口由紀、KOTOKO、ミスゴブリン、東真紀、谷神領二などと多士済々。